# 좀대롱말과
좀대롱말과(Boodleaceae)는 갈파래강 대마디말목에 속하는 녹조류과의 하나이다. 6속 34종으로 이루어져 있다.

## 하위 속
- 좀대롱말속 (Boodlea) - 이끼좀대롱말(B. coacta) 포함 5종
- 대마디붙이속 (Cladophoropsis) - 11종
- 네레오딕티온속 (Nereodictyon) - 유일종 N. imitans
- 필로딕티온속 (Phyllodictyon) - 9종
- 잎맥말붙이속 (Struvea) - 5종
- 스트루베옵시스속 (Struveopsis) - 3종